# Libia (regione storica)

Mappa del mondo di Erodoto.

La Libia (in greco antico: Λιβύη?, Libyē; in latino Libia) è una regione storica dell'Africa settentrionale.  Tradizionalmente, il toponimo si riferiva alla regione ad ovest del Nilo, corrispondente grosso modo al moderno Maghreb. Era conosciuta come Tjehenu dagli antichi Egizi.

## Origine del nome

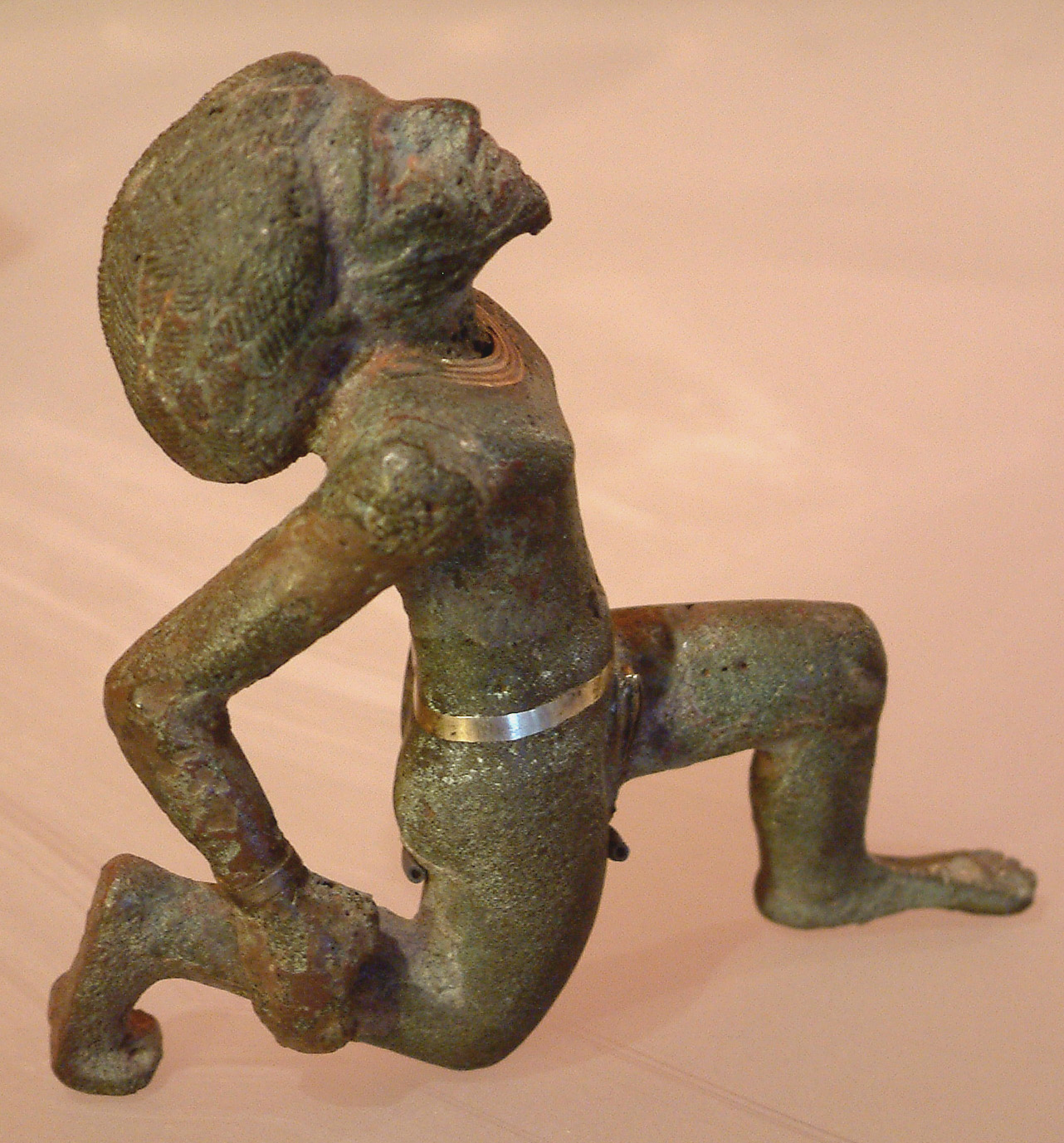
Libu sconfitto, statuetta in bronzo con inserti in oro e argento, realizzata durante il regno di Ramesse II, 1279–1213 a.C. (Louvre, Parigi)

Il nome deriva da Libu, popolazione berbera già  citata nei testi egizi del periodo ramesside, indicati nella scrittura geroglifica come:
| r · Z1 | b | w | T14 | A1 · Z2 |

Nel periodo ellenistico erano identificati con la popolazione che in greco veniva chiamata Λίβυες (Libu-es) e che per sineddoche poteva comprendere tutti i Berberi.
Le loro terre erano chiamate Libia e si estendevano dal Marocco moderno ai confini occidentali dell'antico Egitto. L'Egitto moderno contiene l'oasi di Siwa, che faceva parte dell'antica Libia. La lingua siwi, una lingua berbera, è ancora parlata nella zona.
Lo storico greco Erodoto, imitato poi da altri scrittori, utilizzò questo termine per indicare l'intera Africa.
Più strettamente, il toponimo faceva riferimento al paese immediatamente ad ovest dell'Egitto, vale a dire la Marmarica (Libia Inferiore) e la Cirenaica (Libia Superiore). Il Mar Libico o Mare Libycum era quella porzione di Mar Mediterraneo a sud di Creta, tra Cirene ed Alessandria d'Egitto.
La regione storica della Libia è citata in diverse opere, tra cui il Timeo di Platone.